# HMAS Nestor (G02)
El HMAS Nestor (G02) va ser un destructor de classe N de la Royal Australian Navy (RAN). Construït a Escòcia, el Nestor va ser assignat el febrer de 1941; encara que tripulat per australians i assignat com a vaixell de guerra australià, va romandre propietat de la Royal Navy.
Entrant en servei el 1941, el Nestor va passar la major part de la seva carrera com a vaixell de patrulla i escorta a l'oceà Atlàntic, el Mediterrani i l'Extrem Orient. El desembre de 1941, el destructor va localitzar i enfonsar el submarí alemany U-127. El juny de 1942, el Nestor va navegar com a part de la força d'escorta de l'operació Vigorós, protegint un comboi de subministrament a Malta. La nit del 15 de juny, el vaixell va ser molt danyat per un atac aeri. Malgrat els intents de remolcar el vaixell fins a la base, el Nestor va ser abandonat i enfonsat davant de Creta l'endemà al matí. El Nestor és l'únic vaixell de la RAN que mai va operar a les aigües australianes.

## Disseny i construcció
Els destructors de classe N tenia un desplaçament de 1.773 tones a càrrega estàndard i 2.550 tones a plena càrrega. El Nestor feia 356 peus 6 polzades (108,66 m) de longitud en total i 229 peus 6 polzades (69,95 m) de longitud entre perpendiculars, tenia una mànega de 35 peus 8 polzades (10,87 m) i un calat màxim de 16 peus 4 polzades (4,98 m) . La propulsió era proporcionada per calderes de 3 tambors Admiralty connectades a turbines de vapor Parsons, que proporcionaven 40.000 cavalls de potència (30.000 kW) a les dues hèlixs del vaixell. El Nestor era capaç d'aconseguir els 36 nusos (67 km/h; 41 mph). La companyia del vaixell estava formada per 249 oficials i mariners en el moment en què va ser enfonsat.
L'armament del vaixell constava de sis canons QF Mark XII de 4,7 polzades en tres muntatges dobles, un canó QF Mark V de 4 polzades, un "pom pom" de 4 canons de 2 lliures, quatre metralladores de 0,5 polzades, quatre metralladores Oerlikon de 20 mm, quatre canons antiaeris Lewis .303 , quatre jocs de tubs llançatorpedes (amb 10 torpedes transportats), dos llançadors de càrregues de profunditat i un tobogan de càrrega de profunditat (amb 45 càrregues transportades). El canó de 4 polzades va ser retirat més tard en la carrera del Nestor.
Al Nestor se li va col·locar la quilla a la Fairfield Shipbuilding and Engineering Company, Limited, a Govan, Escòcia el 1939. Va ser avarat el 9 de juliol de 1940 per la filla d'un dels directors de la drassana. El Nestor va ser assignat a la RAN el 3 de febrer de 1941; encara que tripulat i encarregat com a vaixell de guerra australià, el destructor va romandre propietat de la Royal Navy. El nom del destructor prové del governant mitològic. La construcció del vaixell va costar 398.960 lliures.

## Historial operatiu
Durant les proves de mar, el Nestor va ser cridat a fer diversos desplegaments al nord de les illes Britàniques, en males condicions. El 14 de maig, els mariners a bord es van amotinar en resposta a les intenses sessions de beguda del capità del vaixell i dos oficials superiors més: es van tancar als seus allotjaments i es van negar a tripular el vaixell fins que els oficials fossin destituïts. El metge del vaixell va visitar l'almirall a Scapa Flow (on estava basat el vaixell); l'almirall va enviar marines per arrestar els tres oficials, i va nomenar un nou comandant al Nestor.
Després de completar les proves de mar, el Nestor va ser assignat a les tasques d'escorta i patrulla a l'Atlàntic Nord. Durant el mes de maig, va estar involucrat en la persecució del cuirassat alemany  Bismarck, però s'havia desviat cap a Islàndia per buscar combustible quan la força aliada va trobar i va enfonsar el vaixell alemany. El Nestor va ser traslladat a la Mediterrània al juliol, i va estar involucrat en els combois de Malta, després va fer tasques d'escorta a l'Atlàntic Sud abans de tornar a Anglaterra per a la seva reparació a l'octubre. El destructor va tornar al servei com a escorta del comboi de Malta al desembre. El 15 de desembre, Nestor es va trobar amb el submarí alemany U-127 davant del cap de Sant Vicent; el destructor va assetjar el submarí amb èxit i el va destruir amb càrregues de profunditat.
El gener de 1942, el Nestor va ser reassignat a l'Extrem Orient. Durant el viatge, el Nestor i diversos vaixells germans van escortar el portaavions HMS Indomitable durant els intents de lliurar avions a Malàisia. Després d'això, el Nestor es va unir a la flota oriental britànica, i es va basar a Colombo. Al març de 1942, la ciutat d'Andover, Hampshire, va adoptar el Nestor després de recaptar 214.467 lliures durant una Setmana dels vaixells de guerra . El maig de 1942, el destructor va ser assignat de nou al Mediterrani.

### Pèrdua

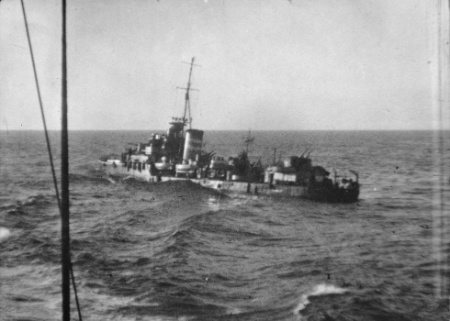
El Nestor enfonsant-se

El 12 de juny de 1942, el Nestor va partir de Haifa com a part de la gran força d'escorta per a l'operació Vigorós, un comboi de Malta format per 11 vaixells mercants que transportaven aliments, combustible i subministraments per a l'illa assetjada. L'assetjament aeri del comboi va començar gairebé immediatament després de sortir del port. Durant la tarda del 15 de juny, el comboi va rebre la notícia que un segon comboi (operació Arpó) que navegava des de l'oest havia arribat amb èxit, i en funció de la quantitat d'atacs aeris i d'intel·ligència que hi havia una flota italiana a la zona, es va decidir retornar el comboi Vigorós a Alexandria.
Segons una font, cap a les 18:00, mentre estava fora de Creta, un bombarder italià el va atacar, matant quatre mariners i danyant seriosament les sales de màquines del destructor. Altres fonts afirmen que l' atac va ser dut a terme pels bombarders en picat Junkers Ju 87 del Sturzkampfgeschwader 3. El HMS Javelin va començar a remolcar el Nestor, però a les 05:30 del 16 de juny, la quantitat d'aigua presa pel vaixell australià va significar que la recuperació ja no era pràctica. La tripulació del vaixell es va traslladar al Javelin, i el Nestor va ser enfonsat amb càrregues de profunditat. El Nestor va ser l'únic vaixell important de la RAN que mai va visitar Austràlia.
El servei de guerra de Nestor va ser reconegut amb quatre honors de batalla: "Bismarck 1941", "Atlàntic 1941", "Combois de Malta 1941–42" i "Oceà Índic 1942".
La campana del vaixell va ser recuperada, i està exposada al museu de la base naval HMAS Cerberus.